# Itapeva (kommun i Brasilien, Minas Gerais)
Itapeva är en kommun i Brasilien.   Den ligger i delstaten Minas Gerais, i den sydöstra delen av landet, 800 km söder om huvudstaden Brasília. Antalet invånare är 8 673.
Omgivningarna runt Itapeva är en mosaik av jordbruksmark och naturlig växtlighet. Runt Itapeva är det ganska glesbefolkat, med 45 invånare per kvadratkilometer.